# Complexe sportif de Seongnam
Le complexe sportif de Seongnam (성남종합운동장, 城南綜合運動場) est un complexe sportif située à Seongnam, dans la province de Gyeonggido en Corée du Sud. Il est constitué principalement d'un stade de football.
Le stade polyvalent est utilisé pour les matchs de football et d'athlétisme. D'autres petits stades adjacent utilisés pour le soccer sur gazon artificiel, le basket ball, le hockey et la lutte forment le complexe.

## Stade principal
Le stade principal, un stade polyvalent pour le football et les épreuves d'athlétisme, a été achevé en décembre 1984 avec une capacité de 31 149 places. Il est composé d'un sous-sol et de deux étage. Il a été utilisé comme stade de hockey pour les Jeux asiatiques de 1986 et les Jeux olympiques d'été de 1988.
Jusqu'à ce que le complexe sportif de Tancheon soit achevé en 2002, il était utilisé comme stade de l'équipe de la K-League Seongnam Ilhwa Chunma. En 2019, après 10 ans d'absence, le Seongnam Ilhwa Cheonma ( Seongnam FC ) l'a de nouveau utilisé comme stade principale en raison des travaux d'entretien du complexe sportif de Tancheon.

## Gymnase intérieur
Le gymnase intérieur, qui compte 5 711 places et peut accueillir environ 7 000 personnes, est utilisé comme lieu pour divers événements sportifs et pour les citoyens voulant y pratiquer un sport. Il est aussi utilisé pour des concerts et des événements.
De 2010 à 2015, il a été utilisé comme gymnase princiape de l'équipe féminine de volleyball arborant le nom d'une compagnie d'autoroute la, Korea Expressway, les High Pass de la V-League.

## Nouveau centre sportif de Seongnam
En 2012, le projet de construire un nouveau pavillon sportif à côté du complexe existant vient au jour. Il est nommé le Centre sportif de Seongnam (성남종합스포츠센터). Le nouveau pavillon aborde le nomination anglophone de «Sport Centre». Il est construit à côté des installations déjà présente. Pour laisser place à la nouvelle construction, une patinoire du complexe est démolie. Le coût total du projet est de 71,3 milliards de wons (72 millions de dollars canadien ou 53 millions d'euro) et est achevé en 2016. Il comporte une piscine en longueur, une piscine de plongée sous-marine, une salle de sport polyvalente, un terrain de pratique de golf, un terrain de racquetball, d'une paroi d'escalade, et de d'autres nécessité pour en faire un centre sportif majeur.

## Photos

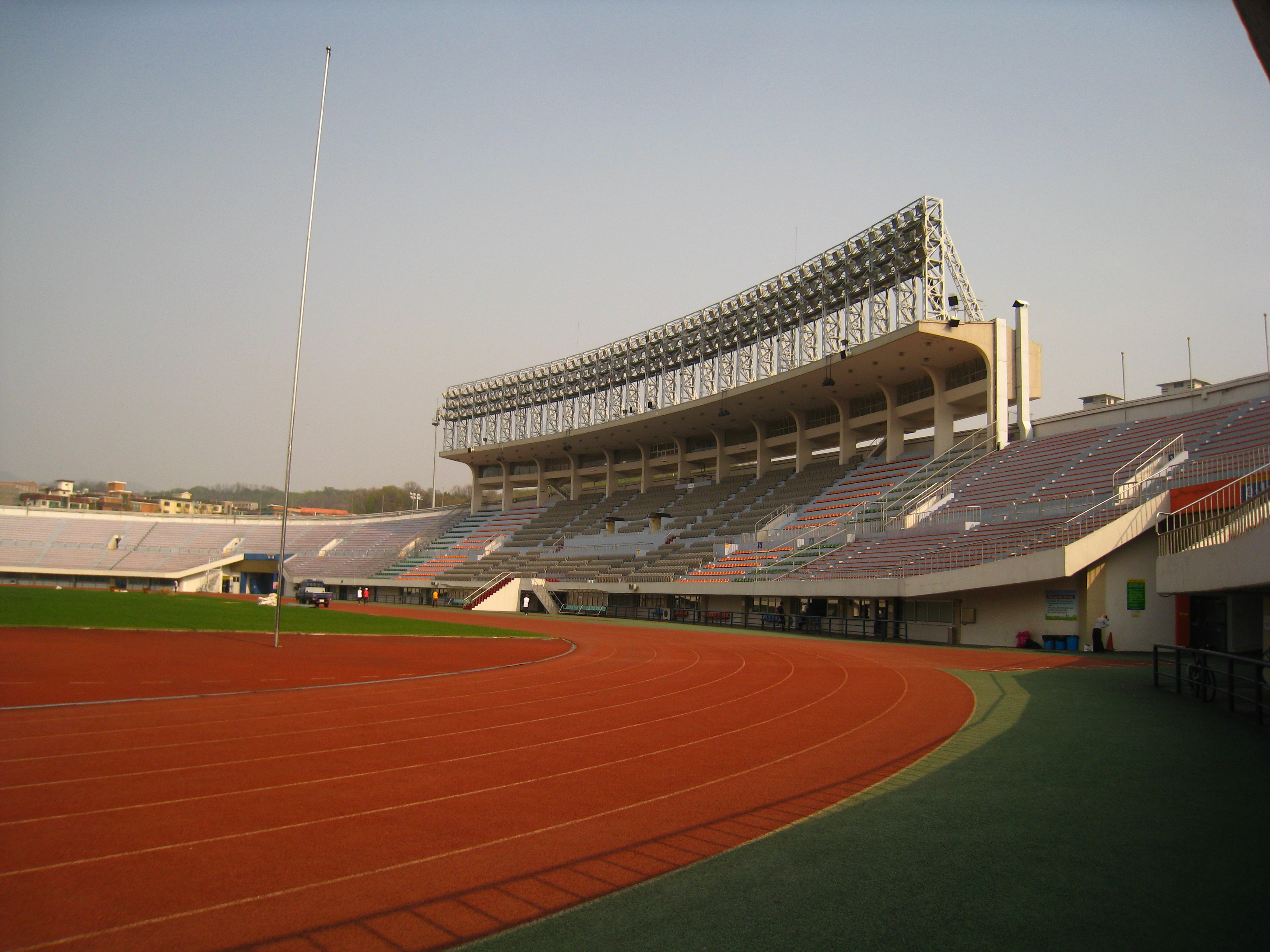
Intérieur du stade principal.
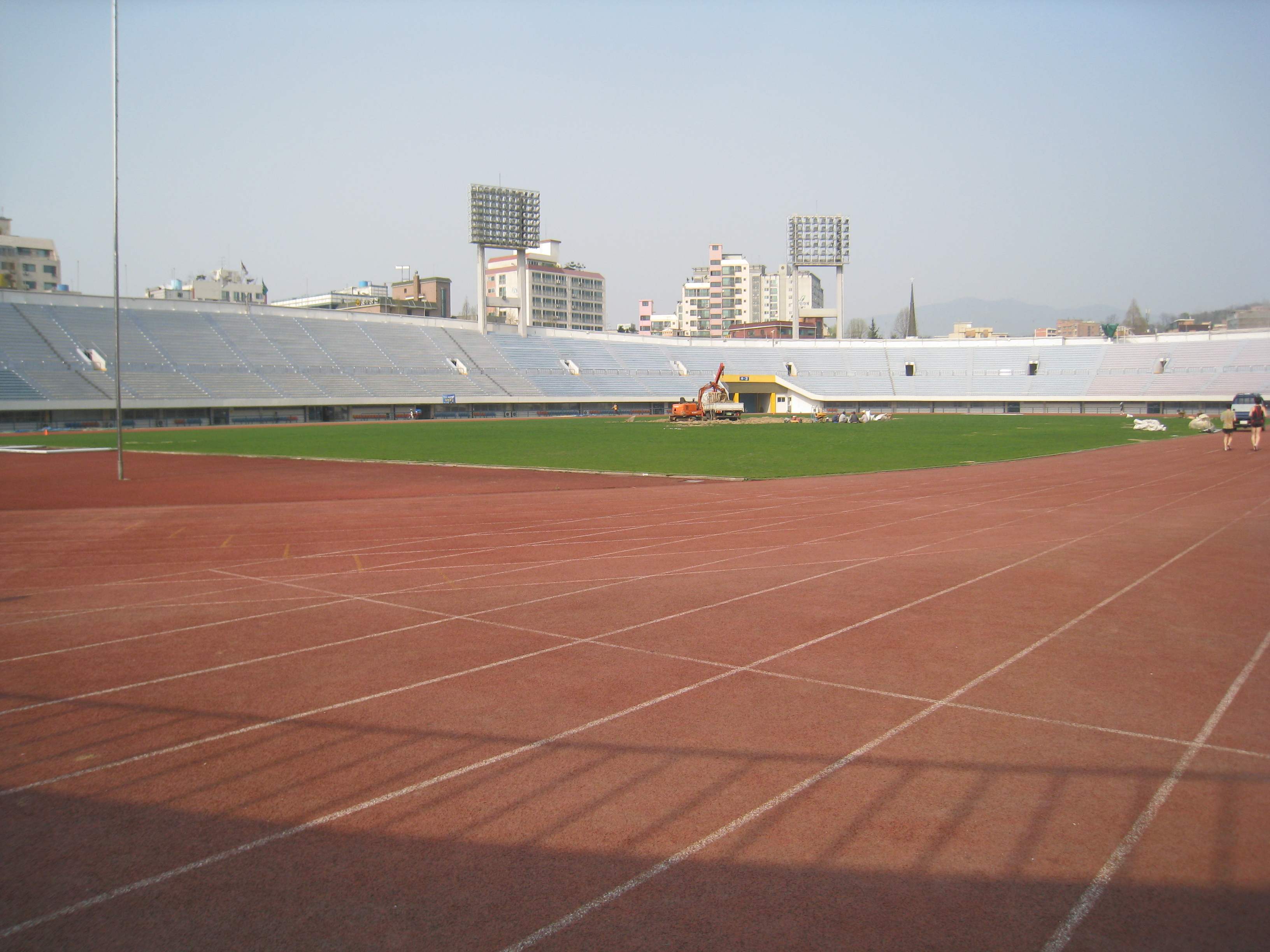
Intérieur du stade principal.
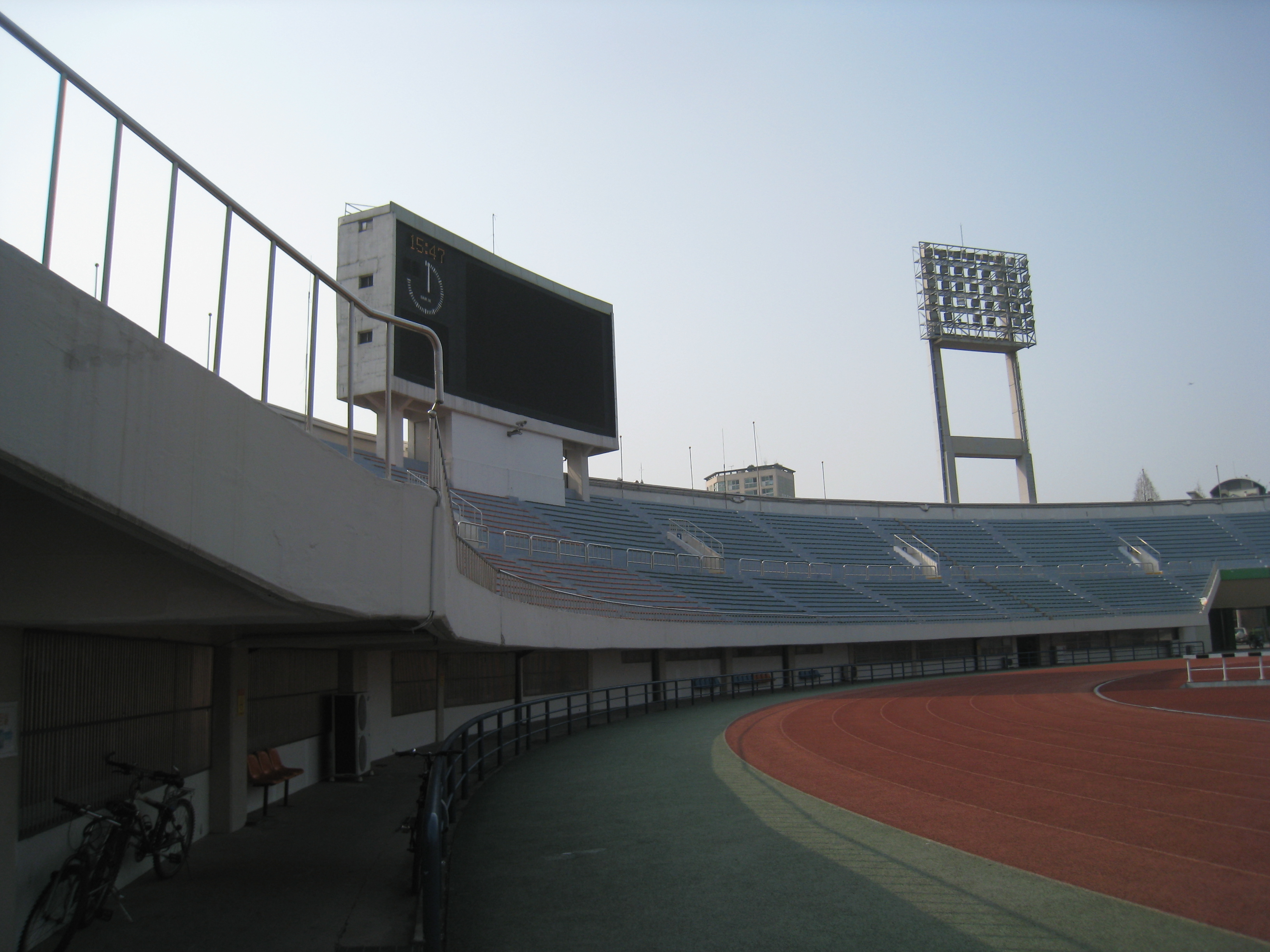
Intérieur du stade principal.
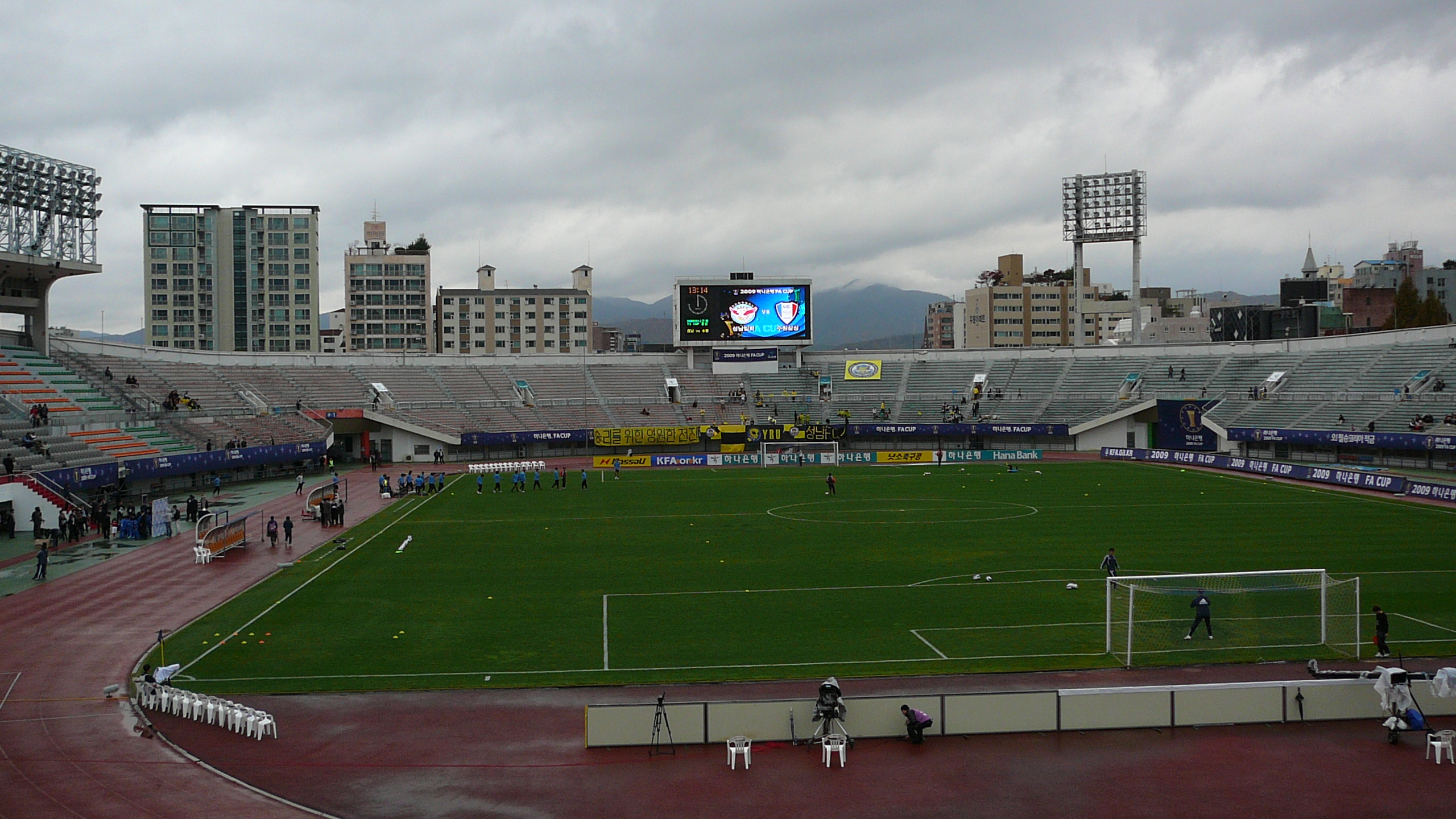
Intérieur du stade principal, où a eu lieu la finale de la Coupe de Corée du Sud de football 2009.

## Installations
- Stade principal
- Gymnase intérieur
- Terrain en gazon artificiel
- Paroi rocheuse artificielle
- Stade Ssireum
- Patinoire de hockey
- Terrain de basket extérieur
- Théâtre en plein air
- Espace vert du parc
- Nouveau centre sportif multifonctionnel

## Moyen de transport adjacents
- Ligne 8 du métro de Séoul
- La station Moran de la Ligne Sin Bundang